# Methia bicolor
Methia bicolor är en skalbaggsart som först beskrevs av Horn 1885.  Methia bicolor ingår i släktet Methia och familjen långhorningar. Inga underarter finns listade i Catalogue of Life.